# Amnesia: The Dark Descent
Amnesia: The Dark Descent је игра хорор преживљавања направљена од стране Frictional Games, на тржишту се појавила 2010. За Windows, Mac OS и Линукс оперативне системе, а у 2016. за PlayStation 4 платформу и у 2018. за Xbox One. Игра прати протагонисту по имену Даниел који истражује мрачан и злосутан замак, док покушава да одржи свој здрав разум избегавајући чудовишта и друге застрашујуће препреке. Игра је критички добро прихваћена, освојивши две награде на Фестивалу независних игара и бројне позитивне рецензије.
Првобитно издата самостално преко онлајн дистрибуције, игра је од тада објављена у малопродаји од стране 1Ц компаније у Русији и источној Европи, као и THQ у Северној Америци. Доступна је и колекција од пет кратких прича у свету Амнезије, коју је написао Микаел Хедберг и илустровао концептуални уметник игре. Поред тога, музика из игре може да се купи и бестплатна експанзија садржаја по називу Јustine је објављена, као и многе фан-направљене експанзије и приче за свој јединствени "Custom Story" начин играња. The Amnesia Collection-која садржи The Dark Descent, и њен Amnesia: Justine додатак и наставак, A Machine for Pigs- су изашли на тржиште за PlayStation 4 22. новембра 2016, а за Xbox One 28. септембра 2018.

## Играње
На сличан начин као и претходне игре девелопера Frictional Games, Amnesia је авантуристичка игра која се игра из перспективе првог лица. Игра задржава интеракцију физичких објеката која се користи у Penumbra серији, омогућавајући загонетке засноване на физици и интеракције као што су отварање врата и поправљање машина. Неколико објеката у игри се управља прекидачем; на пример, да би отворили врата, играч мора држати притиснуто дугме миша, а затим гурнути (или повући) миш. Ово даје играчу прикраду, дозвољавајући им да завиру кроз једва отворена врата или да је отварају полако да би се ушуљали, али и додају играчу осећај беспомоћности, јер је сада у потпуности могуће да играч гурне врата која се “вуку” док се опасност приближава иза.
Осим здравственог индикатора, Даниелов здрав разум се мора руководити, центриран на механизму где се “плаши од мрака”. Према дизајнеру Томасу Грипу, "Идеја је била у основи да сама тама треба да буде непријатељ.” Заједно са предугим боравком у мраку, присуствовање узнемирујућим догађајима, или гледање у чудовишта, Данијелов разум ће се погоршати, узроковајући визуелне и слушне халуцинације док привлачи пажњу чудовишта. Светлосни извори помажу у обнављању здравог разума, а ако их нема, Даниел може користити кутије за кресиво како би запалио свеће на зидовима, или фењер који се налази на почетку игре. Међутим, број кутија са кресивом и количина доступног уља су ограничени, и стајање у извору светла такође чини играча видљивијим чудовиштима. Играч мора да усклади количину времена коју Даниел проводи у светлу и сенци. Здрав разум је у потпуности обновљен када Данијел заврши задатак или напредује причу игре. Може се обновити и ако остане у сенци све док се Даниел не онесвести, али то га чини изузетно рањивим за било која оближња чудовишта.
Ако чудовиште уочи Даниела, он ће га ловити док не нестане из вида. Ако буде примећен, Даниел мора да побегне, јер Amnesia не даје играчу приступ оружју. Даниел мора да пронађе скровишта или барикадна врата са камењем, столицама и другим препрекама; међутим, чудовишта су способна да руше врата на свом путу и избацују препреке са пута, и крећу се изузетно брзо када уоче свој плен. Играчи могу изабрати да сакрију Даниела у сенци, по цени од здравог разума. Чудовишта која изгубе из вида Данијела ће га тражити неко време, али ће на крају отићи и нестати. Играчи могу одабрати, пожељно док су у потери, покупити неки предмет и бацити га чудовишту да би га ошамутили око две секунде, тиме омогућити Даниелу додатну удаљеност.

## Радња игре
Крајем Августа 1839. године, Даниел, младић из Лондона, буди се у мрачним и празним дворанама Пруског дворца Брененбург са мало или нимало сећања на себе или своју прошлост. Једино чега се може сетити је његово име, да живи у Мејферу и да га нешто лови. Он има белешку написану себи, која га обавештава да је намерно избрисао сопствено сећање и да га лови "сенка", и налаже му да се спусти у унутрашње светиште дворца како би нашао и убио свог барона, Александра. Док се пробија кроз замак, Даниел постепено учи и о својим мистеријама и о својој прошлости, кроз белешке и дневнике које проналази, као и кроз изненадне ретроспекције и визије. Он је такодје  праћен неземаљским присуством - Сенком- која се манифестује кроз меснате, киселе израслине које се шире кроз дворац, и сусреће застрашујућа чудовишта позната као "сакупљачи" од којих се мора сакрити или побећи.
Током игре, Даниел сакупља своје дневнике који откривају да је у Мају отишао на археолошку експедицију са професором Хербертом, који је покушао да ископа гроб Тина Хинана, закопан у Алжирској пустињи. Одвојен од својих људи у гробници, Даниел је открио мистичну куглу и осетио је да га зове, улазећи у транс када је држи. Након тога, Херберт га је послао назад у Лондон да се опорави и он је понео куглу са собом. Уроњен у њен други светски квалитет, он је консултовао књиге и образоване људе о природи кугле, откривајући да и друге постоје, и писао је писма људима из Хербертовог адресара. Почеле су да га муче ноћне море, и открио је да је Хербертова експедиција нестала, а људи које је недавно консултовао претрпјели су страшне смрти. Осећао се очајно и ловљено, одлучио је да прихвати позив Александра, који је одговорио на његово писмо нудећи му заштиту у Брененбургу. Након његовог доласка, барон му је рекао да га прати "сенка" или "чувар" кугле, који ће убити све што му је на путу да поврати куглу, и да треба да искористи моћ сфере да узврати ударац. Дубоко у дворцу упутио је Даниела у ритуалима који су наводно служили барем привременом протеривању Сенке, што је укључивало убијање и мучење заробљених људи, наводно криминалаца. Када су киднаповали децу фармера за оно што је Александар рекао да ће бити коначни ритуал прогона, и Даниел је убио једну од девојчица док је покушавала да побегне, изгубио је веру у Александра, који га је оставио на мртво и сам се спустио у унутрашње светиште са куглом. Сломљен, одлучио је да убије Александра у освети што га је учинио чудовиштем. Обрисао је памћење напитком "амнезије", тиме постављајући догађаје на почетку игре.
Откривено је да Александар није човек, већ биће из друге димензије које је стигло на Земљу пре неколико векова, успостављајући се у Брененбургу под маском барона и непрестано продужавајући свој живот са "вите", супстанцом убраном од мучених људи које је ловио у ту сврху. Он је тражио начин да искористи куглу да би се вратио својој димензији, и сада то треба да уради што је пре могуће јер се боји да му други племићи више не верују. Како се Данијел приближава унутрашњем светишту, он се сусреће са Хајнрих Корнелијус Агрипом, човеком који је једном проучавао кугле са својим учеником Јоханом Вајером и од тада га је Александар задржао живог. Он каже Даниелу да је Вајер био у стању да искористи моћ кугле да путује између димензија, што се Александар сада спрема да уради, и упућује га да пронађе делове онога што је некада била његова властита кугла, која је потребна да се упадне у унутрашње светиште. Агрипа такође тражи од Даниела да са собом понесе његову главу, која се може одвојити живом помоћу тоника измишљеног од Вајера, и баци га у интер-димензионални портал након што га Александар отвори. Када Даниел уђе у унутрашње светиште, постоје три могућа завршетка: он може да дозволи Александру да успе, затим да буде убијен од стране сенке и да се спусти у таму, док му Александар каже да ће се његова жртва заувек славити; он може да спречи отварање портала, затим остави садржај дворца својим откупљењем након што Сенка убије само Александра; или може бацити Агрипину главу у портал, који оставља Сенку да убије и Александра и Даниела, мада Агрипа обећава да ће спасити Даниела од спуштања у таму, позивајући Вајера да му помогне.

### Amnesia: Justine експанзија
Играч преузима контролу над неименованим женским ликом, који се буди са амнезијом у ћелији тамнице, само са фонографом. Овај фонограф садржи снимак жене по имену Џастин, која каже играчу да је она предмет психолошког теста. Играчевом лику је дозвољено да побегне или умре покушавајући.
Карактер играча се приказује са неколико загонетки које треба решити. У свакој од њих, она има могућност да једноставно напусти слагалицу и оде, али то ће проузроковати да невина жртва садржана унутра (доктор, свештеник и полицајац) умре. Она је такође прогоњена од стране "просилаца", три чудовишна лика које Џастин (кроз додатне фонографе) открива да су то њени љубавници, сада искривљени физичким и психолошким мучењем. Лик играча може такође да прикупља белешке разбацане по околини тестирања, које дају додатне информације о просилацима и Џастин.
Тачан завршетак игре зависи од тога колико је загонетки играч одлучио да реши, а тиме и колико је жртава преживело. Међутим, сви они се отприлике исто одигравају: након преживљавања делова слагалице, безимена женка открива фонограф који виси са плафона, што узрокује да се зидови коморе почну кретати према унутра као да би згњечили главног јунака. Она се онесвести, али се пробуди не повређена и почне да честита себи. Протагониста је Џастин, која је организовала цео експеримент да види да ли још увек има самилости према човечанству у себи. Наоружана својим новим сазнањима, креће напред у завршну сцену, у којем јој се захваљују преживеле жртве (не схватајући да их не намерава ослободити сада када јој се меморија обновила) и, ако нико није спашен, просилаци, ухваћен у клопци, вичу јој претње; такође је могуће променити Џастинове последње линије ако се у библиотеци нађе скривени документ. Затим одлази горе у своју кућу да се припреми да присуствује својим гостима за неизбежну забаву.

## Развој
Рад на игри је почео док се Penumbra: Requiem још увијек развијао, а компанија је радила на оба пројекта у исто време. Игра је први пут позната под два радна наслова: Unknown и Lux Tenebras. Тек 13. новембра 2009. објављена је као тренутна титула, Amnesia, са објављивањем сајта игре и трејлером за игру. Иницијални дизајн игре је знатно варирао од коначне верзије игре, док су програмери били заинтересовани за поновно увођење више борбених елемената сличних онима који су коришћени у њиховом првом комерцијалном наслову Penumbra: Overture. Девелопери су ускоро открили да су наишли на многе исте проблеме и потешкоће које су мучиле борбу у тој игри, а дизајн је додатно промењен како би био сличнији стилу који је поставио Overture-ов наставак Penumbra: Black Plague.
Дана 5. фебруара 2010. објављено је да је игра достигла алфа фазу развоја на свим платформама. Две недеље касније, девелопери су издали нову трејлер који показује стварни снимак играња, а програмери су почели да примају пред-наруџбине за игру преко свог сајта. Такође је откривено да је игра у том тренутку била тестирана на све три планиране платформе. Такође је најављено да ће игра бити објављена истовремено за све њих у августу 2010. То је касније било прераспоређано, а онда се очекивало да ће игра изаћи 8. септембра 2010. године. Касније 27. августа 2010. објављено да је игра званично отишла у златну фазу и да ће ускоро бити спремна за продају. Дана 3. септембра објављен је демо игре који је садржавао одабране делове игре и приче. Затим је успешно пуштена 8. септембра 2010.
Ако је игра достигла 2000 купљених копија пре изласка игре до 31. маја 2010, Frictional је обећао да ће издати додатни садржај за игру. Циљ је коначно испуњен почетком маја, након што су пред-наруџбе понуђене уз попуст који је био доступан до 31. маја. Ово је учињено због успеха Penumbra: Overture као дела првог Humble Indie Bundle. Додатни садржај је откривен као коментар, и они су објаснили у одељку за коментаре на истој страници да је његова намена била слична оној у систему коментара Корпорације Валв који је почео у Half-Life 2 серији. Аутори наводе "Soul Made Flesh" од Карл Зимера и старије хорор филмове као што је The Haunting као инспирацију за амбијент и стил игре. Други критичари су повукли паралелу између приче у игри и списа Хауард Филипс Лавкрафта.
Томас Грип, један од главних девелопера игре, касније ће написати пост-мортем игре под називом "The Terrifying Tale of Amnesia" за The Escapist, где је детаљно описао процес развоја игре, углавном фокусирајући се на своје измене дизајна и финансијских проблема који су мучили програмере за већину развоја игре.
PlayStation 4 верзија - Amnesia Collection - објављена је 22. новембра 2016. преко PlayStation Нетворк-а; овај наслов укључује The Dark Descent, његову експанзију Amnesia: Justine, и наставак Amnesia: A Machine for Pigs.
Само два дана након објављивања на PlayStation 4 Frictional Games је објавио да је порт успео надокнадити све трошкове и "више".

### Аудио
| №               | Назив                                   | Трајање |  |
| 1.              | Menu Theme                              | 1:16    |  |
| 2.              | Darkness                                | 1:16    |  |
| 3.              | Lux Tenebras                            | 3:22    |  |
| 4.              | Grand Hall                              | 1:27    |  |
| 5.              | Ending: Alexander                       | 1:53    |  |
| 6.              | Next To The Guardian                    | 1:49    |  |
| 7.              | Theme For Unknown                       | 3:04    |  |
| 8.              | Dark Water                              | 1:17    |  |
| 9.              | Daniel's Room                           | 1:08    |  |
| 10.             | Grunt's Appearance                      | 1:14    |  |
| 11.             | Back Hall                               | 1:22    |  |
| 12.             | Ending: Agrippa                         | 1:56    |  |
| 13.             | Suitor Attacks                          | 1:15    |  |
| 14.             | Basement Storage                        | 2:12    |  |
| 15.             | Brennenburg Theme                       | 3:13    |  |
| 16.             | Hub                                     | 1:33    |  |
| 17.             | Ending: Alexander (alternative version) | 2:13    |  |
| 18.             | Bridges                                 | 1:06    |  |
| 19.             | The End                                 | 2:05    |  |
| Укупно трајање: | Укупно трајање:                         | 34:41   |  |

Музику је компоновао Мико Тармиа и објавио за скидање 17. маја 2011. Неку неискоришћену музику можете чути у саундтреку, али не у игри.

## Експанзије
Дана 12. априла 2011. Frictional Games је издао додатни бесплатан ниво за власнике Стим верзије игре. Ова додатна кампања је одвојена од Брененбург замка. Justine је објављен на Стиму као начин да промовише предстојеће издање Portal 2, јер добијање 100% на кампањи (све ствари за колектовање, сва анализе и исправне изборе) откључава поруку од фиктивне компаније Aperture Science. Садржај је доступан за све подржане платформе и верзије, као део Amnesia в1.2 ажурирања 17. маја 2011.
Могуће је креирати произвољне приче за Amnesia које се онда могу учитати у игри. Објављени су различити алати за HPL Engine 2 који омогућавају креирање сопствених нивоа, модела, ефеката честица и материјала, користећи интерфејс сличан Валвовом Хамер Едитинг Софтвер-у. Логика игре може бити имплементирана користећи AngelScript скриптни језик. Истакнути пример произвољне приче је Penumbra: Necrologue, наставак Penumbra серије напраљена од стране фанова.

## Пријем
Amnesia: The Dark Descent је добила похвале критичара са доследном похвалом за злокобну атмосферу и елементе хорора: "Снажним фокусирањем на вид и слух, удаљеност између играча и игре је радикално смањена. Ово је технички ојачано минималним руковањем игре." Џон Вокер из Rock, Paper, Shotgun је чак отишао тако далеко да је рекао: "Мислим да је сигурно рећи да је Amnesia најуспешнија застрашујућа игра која је направљена." X-Play је додао Amnesia на десет најбољих ПЦ игара говорећи: "Постоји много такозваних" хорор "игара тамо, ова није шала. Ви ћете се љуљати наприед-назад и плакати у трен ока."
Frictional Games су показали одређену стрепњу због почетне продаје игре након прве седмице, али су били охрабрени наставком продаје током првог месеца након објављивања игре, а Frictional је надокнадио све трошкове креирањем Amnesia почетком октобра 2010. Почетком јануара 2011. године, девелопер је пријавио да је продато скоро 200.000 јединица, рекавши да је "Са овим цифрама при руци, морамо признати да нам то даје ново поверење за ПЦ." Игра је наставила да се продаје а у јулу 2011. продато је скоро 350.000 јединица. На Фестивалу независних игара 2011 Amnesia је освојила награде за "Екселенцију у аудиу" и "Техничку еклселенцију" заједно са "Direct2Drive Vision Award" која је укључивала награду од $10,000.
Годину дана након првобитног објављивања Amnesia, девелопери су открили да су продали око 391.102 јединице и наставили да продају око 6000 јединица месечно. Они су такође објавили детаље о томе колико новца свака платформа генерише за њих анализирајући продају из своје онлајн продавнице, са 70% продаје које долазе од корисника Windows-а и 15% долазе од корисника Линукса и још 15% долазе од корисника Mac OS. Frictional је ипак приметио да је њихова продавница била једино место где би било ко могао да купи Линукс верзију игре, док би се верзије Mac OS и Windows могле купити из других извора, што значи да је укупан проценат продаје Линукса знатно мањи у поређењу са другим платформама колективно. Посматрајући да њихова властита продаја Mac OS-а није отишла из властите радње чак и када су услуге попут Стима покупиле игру за ту платформу, што значи да није украла купце из њихове трговине, већ су отворили ново тржиште, одлучили су добар подстицај за друге продавнице да подрже и Линукс. Од септембра 2012, процењује се 1,4 милиона продатих копија игре.
Године 2011, Adventure Gamers је именовао Amnesia 34. најбољу авантуру икада објављену. У 2015. години, Котаку је првобитно рангирао Amnesia као другу најбољу хорор игру свих времена, коју је победио само P.T., али ју је преместио на 1. након што је P.T. уклонио Конами. У 2017. години GamesRadar+ рангирао је Amnesia као трећу најбољу хорор игру свих времена, иако је у ревидираној листи 2018, преселио игру на 13. место. Године 2018, The A.V. Club је рангирао Amnesia као седму највећу хорор игру свих времена на листи од 35.

## Наставак
Индиректни наставак под називом Amnesia: A Machine for Pigs објављен је 10. септембра 2013, коју је развила The Chinese Room и објавио Frictional Games. A Machine for Pigs је индиректни наставак The Dark Descent-а, који се, док је постављен у истом универзуму, одвија у алтернативној историји са различитим ликовима.